# كهف باد هول
كهف باد هول هو كهف كبير في ريف كوكبيت، جامايكا. وتعد تلك المنطقة الكارستية من الحجر الجيري غنية جدًا بالكهوف.

## روابط خارجية
- منظر جوي
- كهف باد هول - منظمة الكهوف الجامايكية